# آخوندکان
آخوندکان (نام علمی: Mantidae) نام یک تیره از راسته آخوندک است.

## نگارخانه

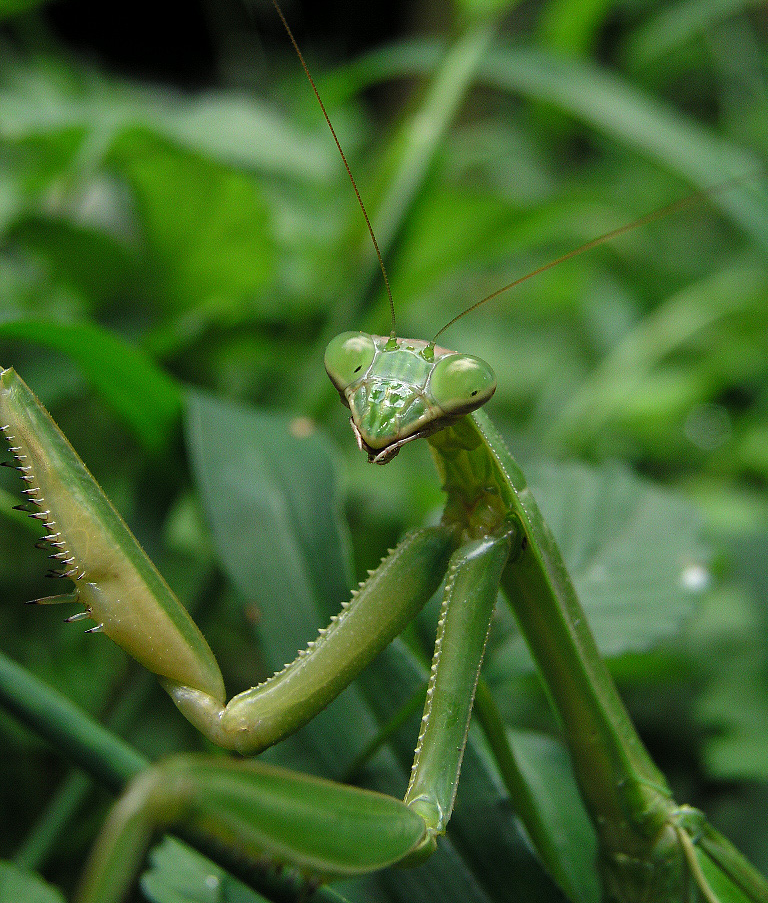
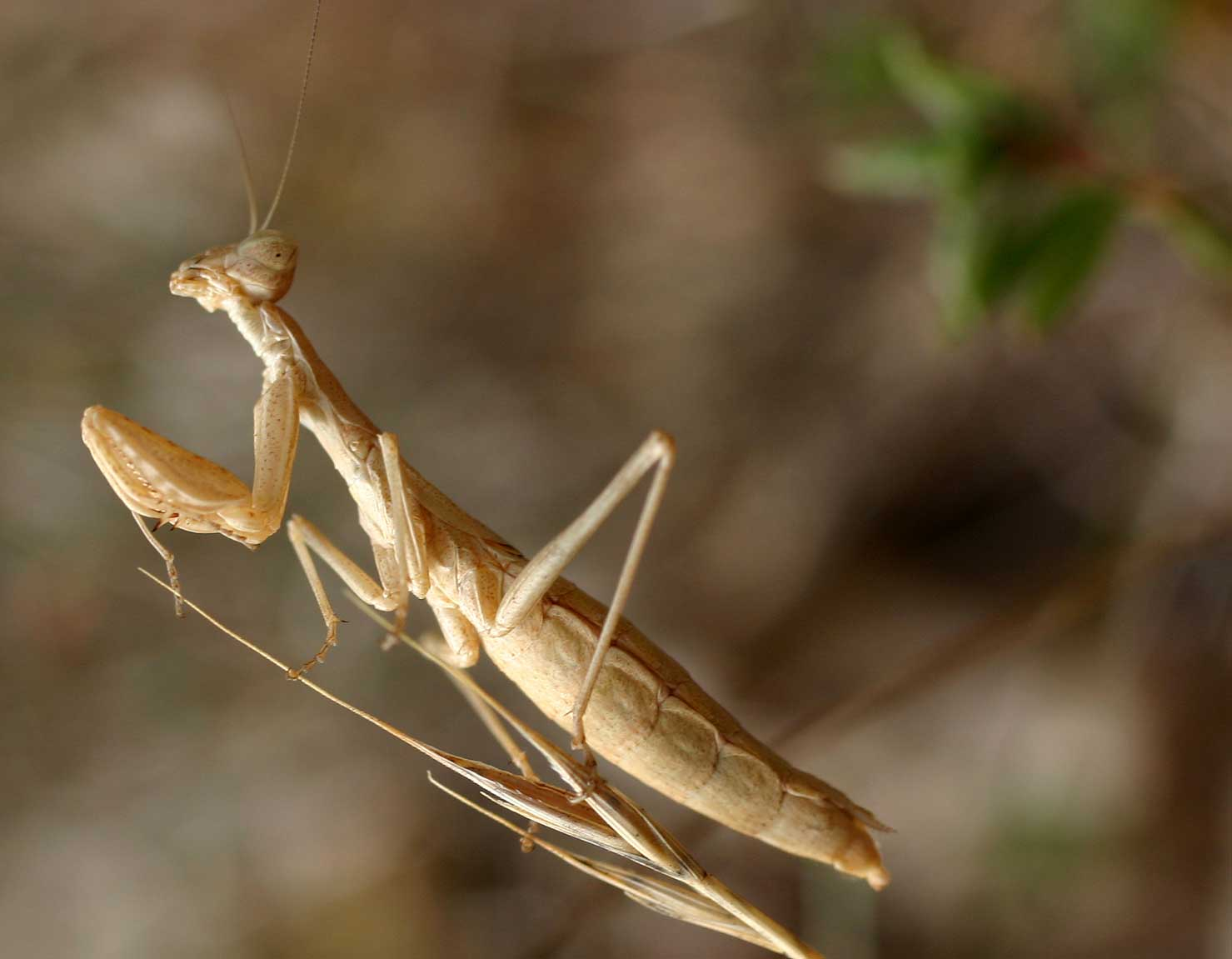
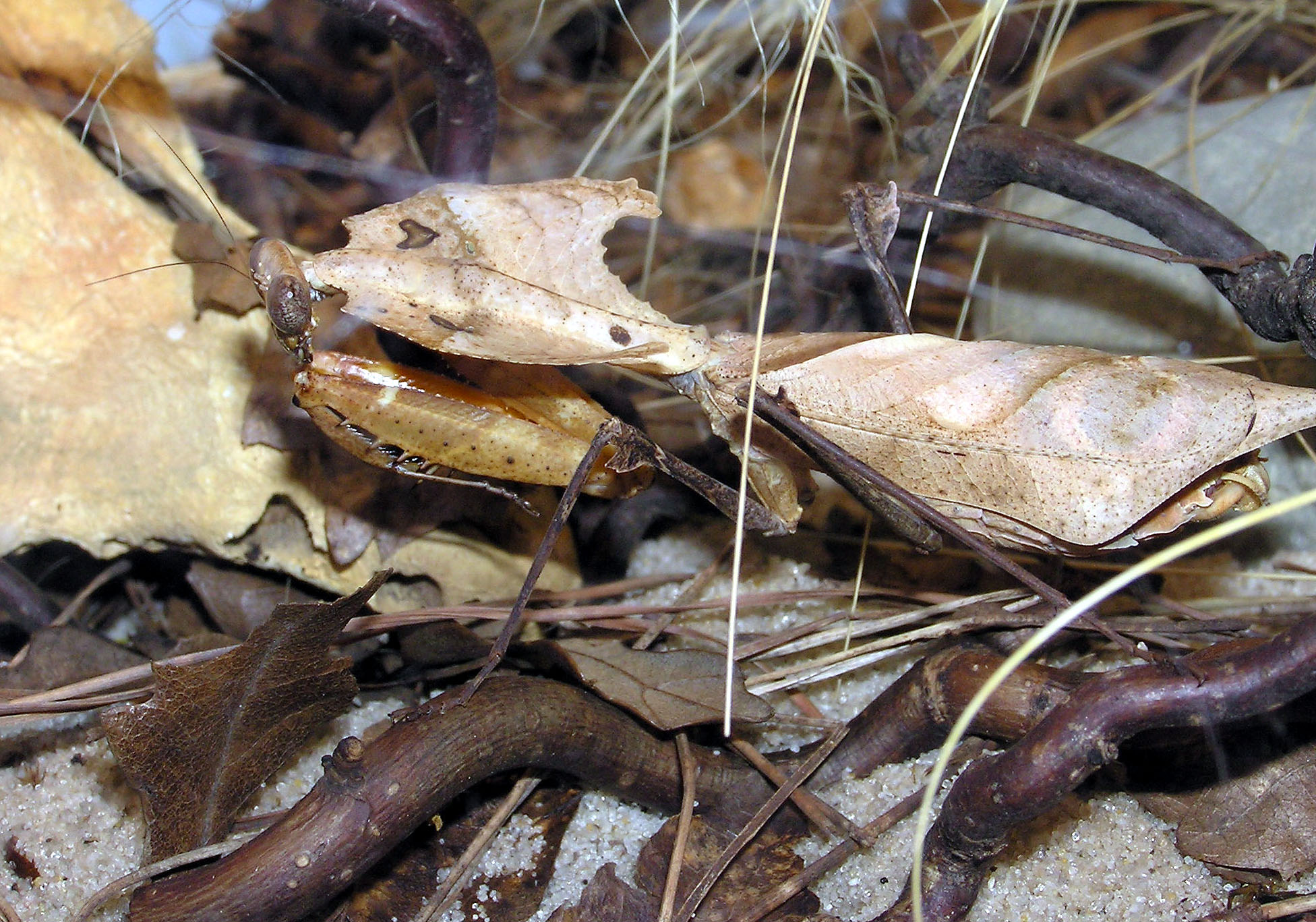
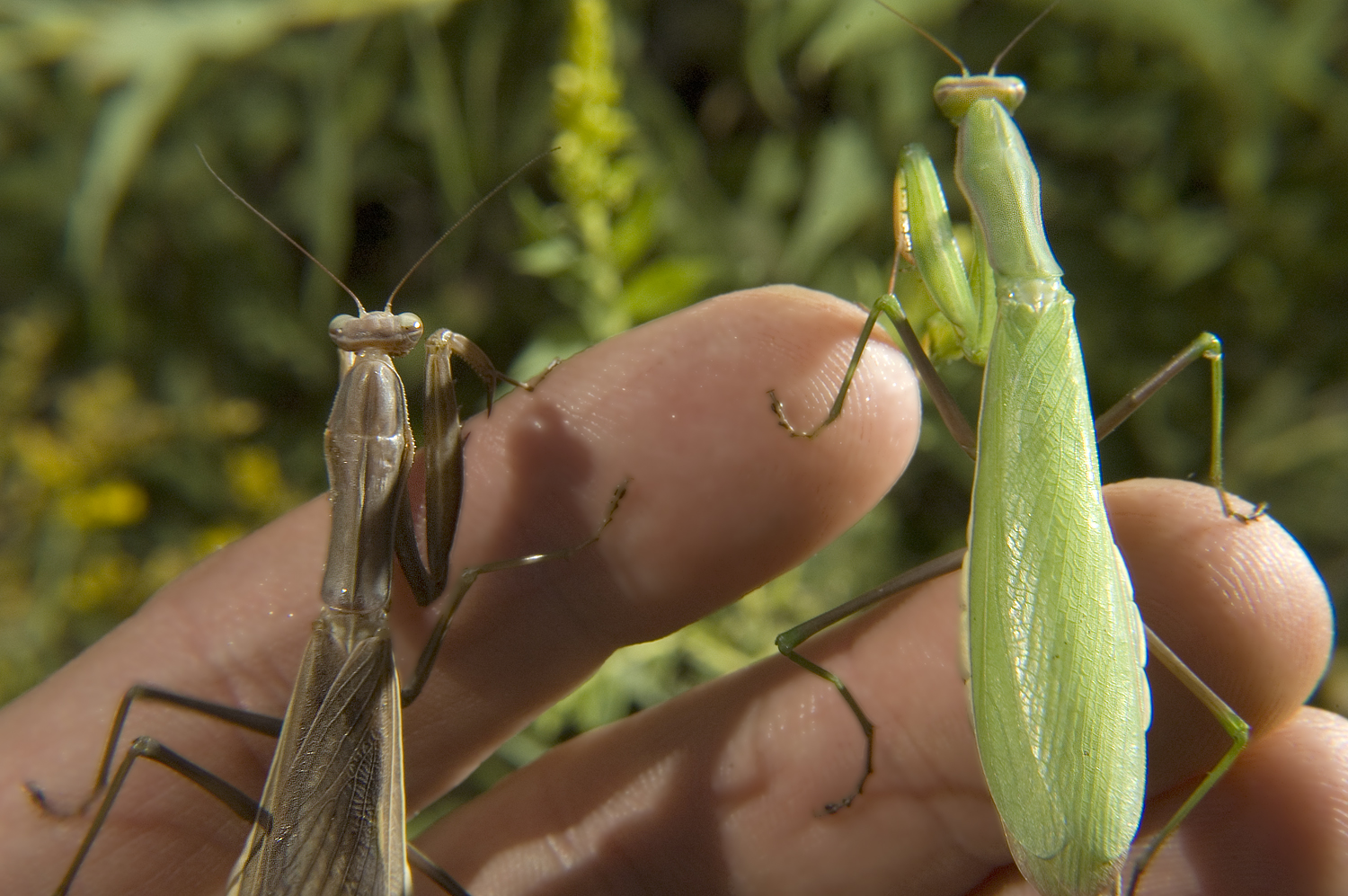
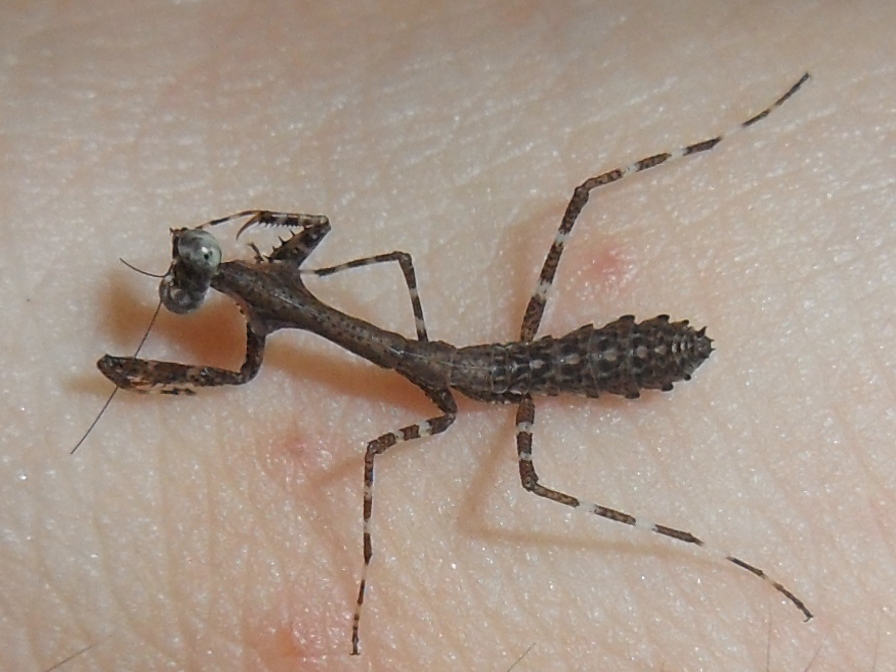
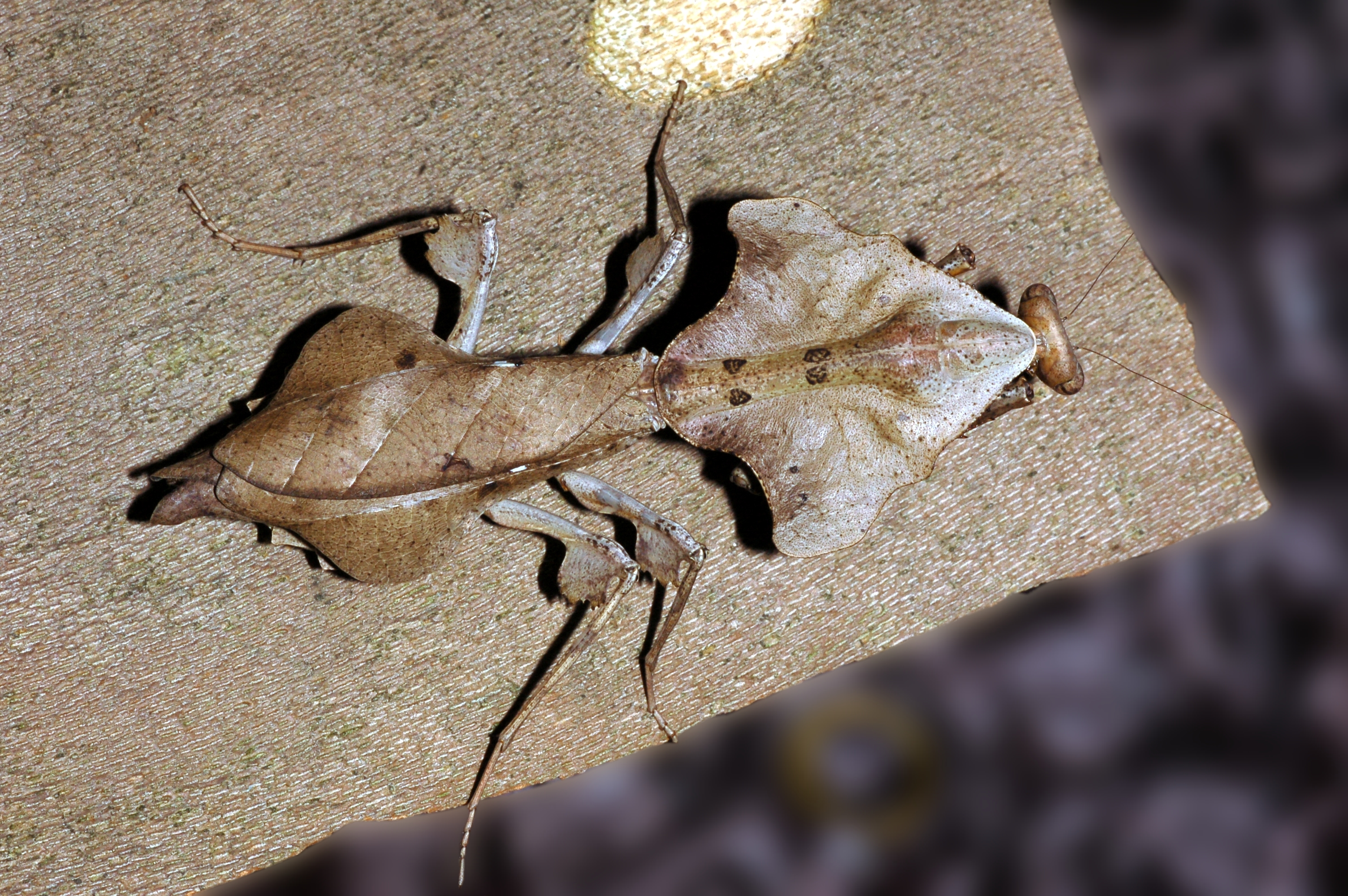
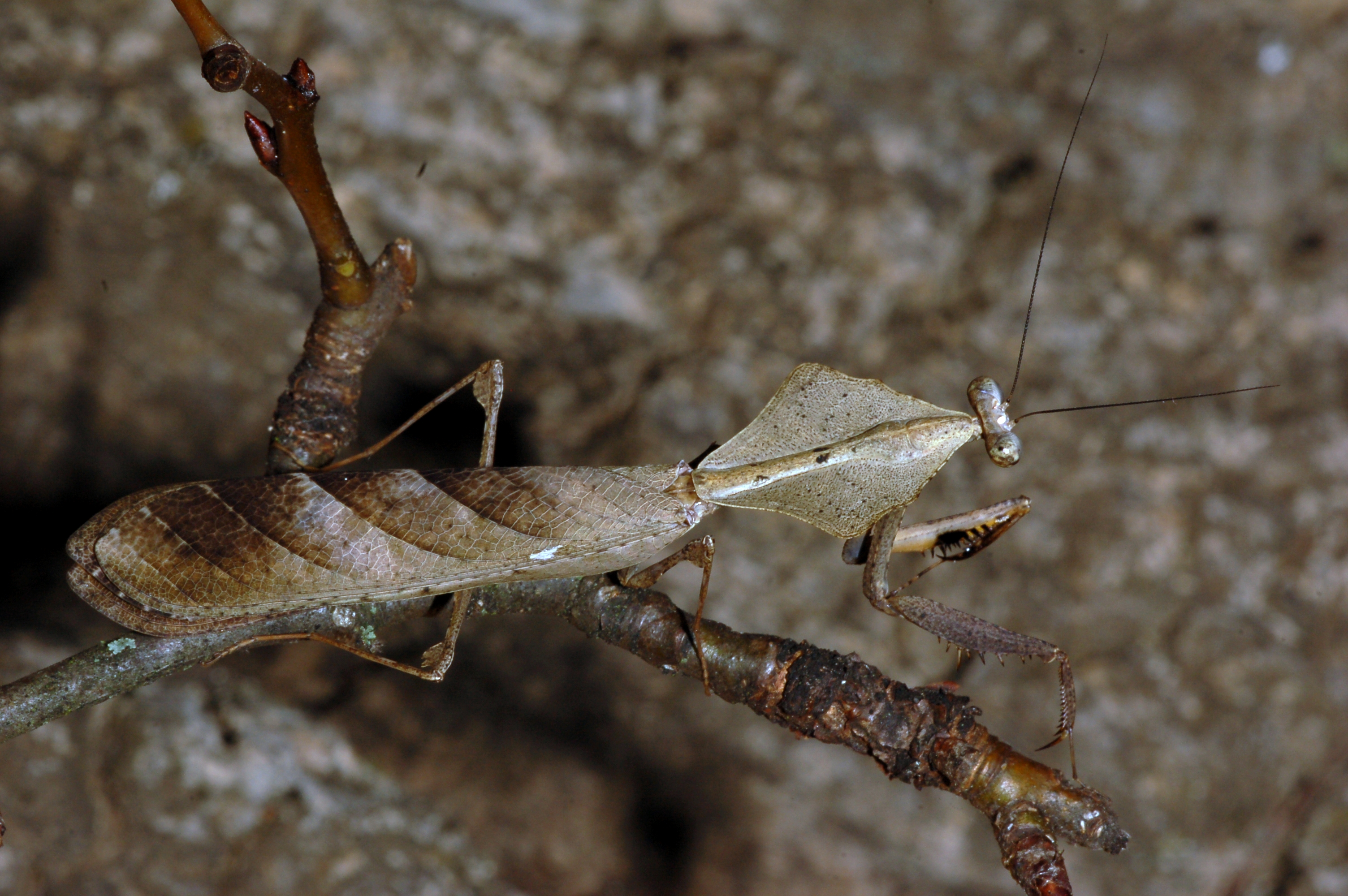
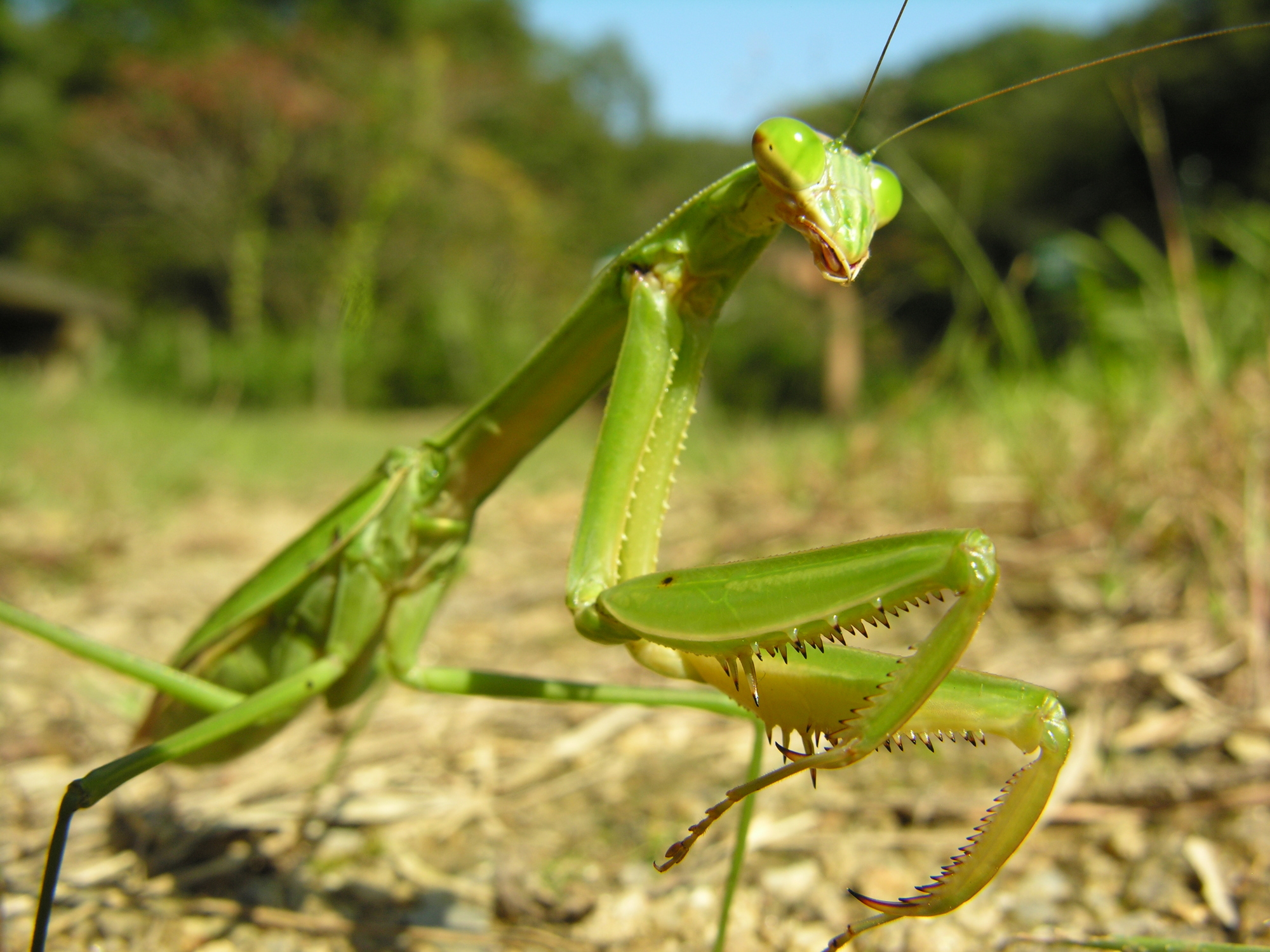
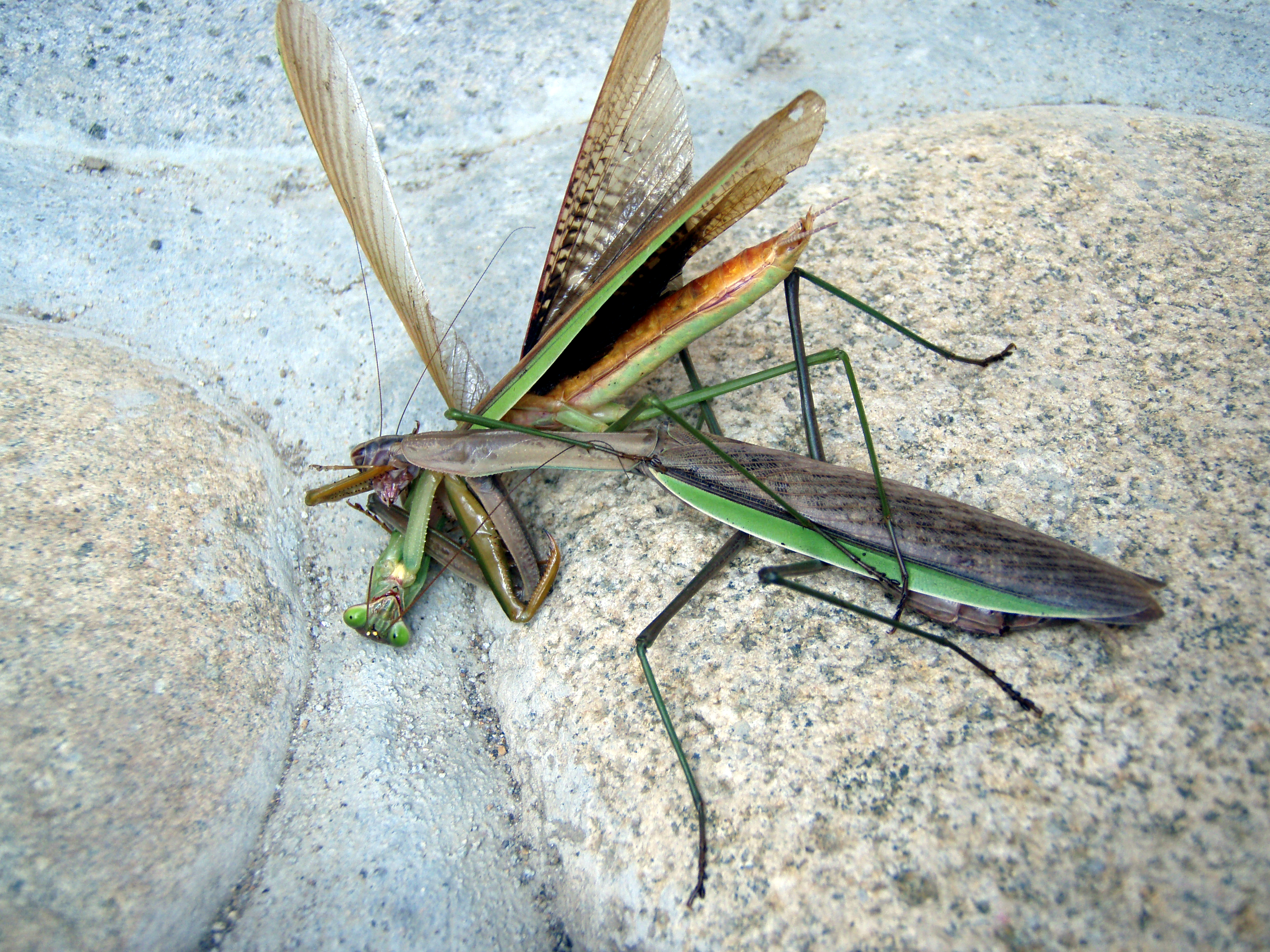
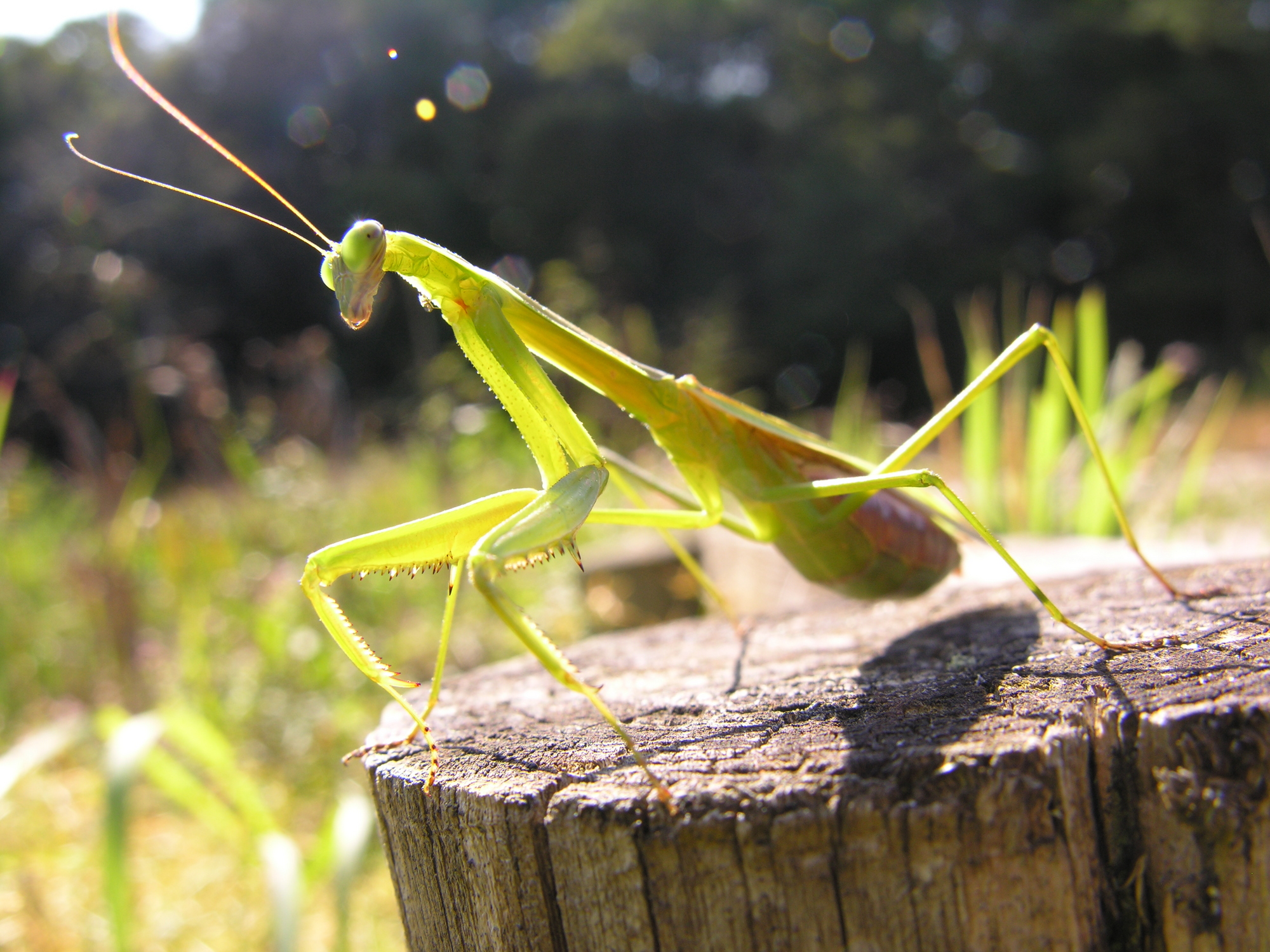
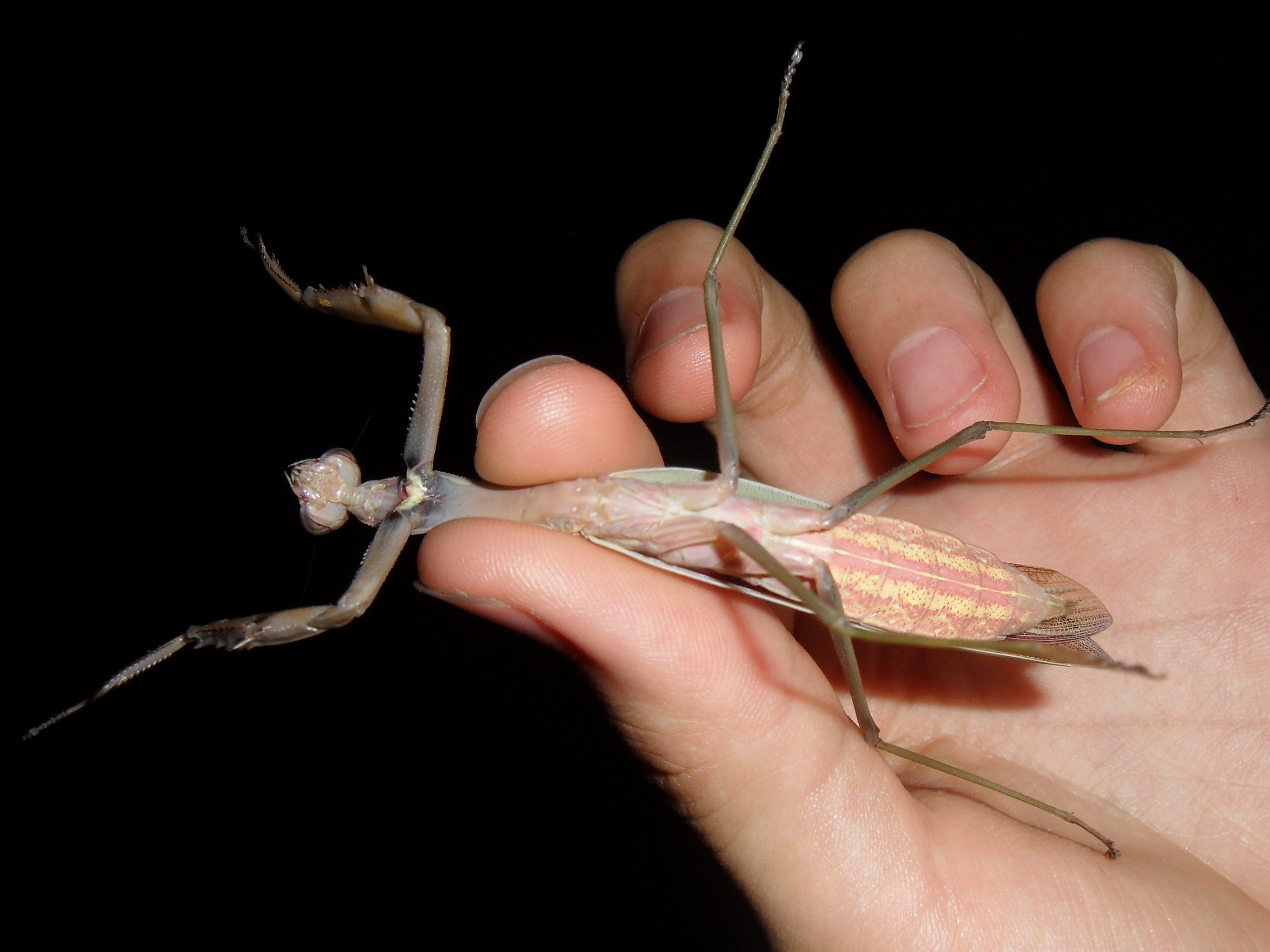
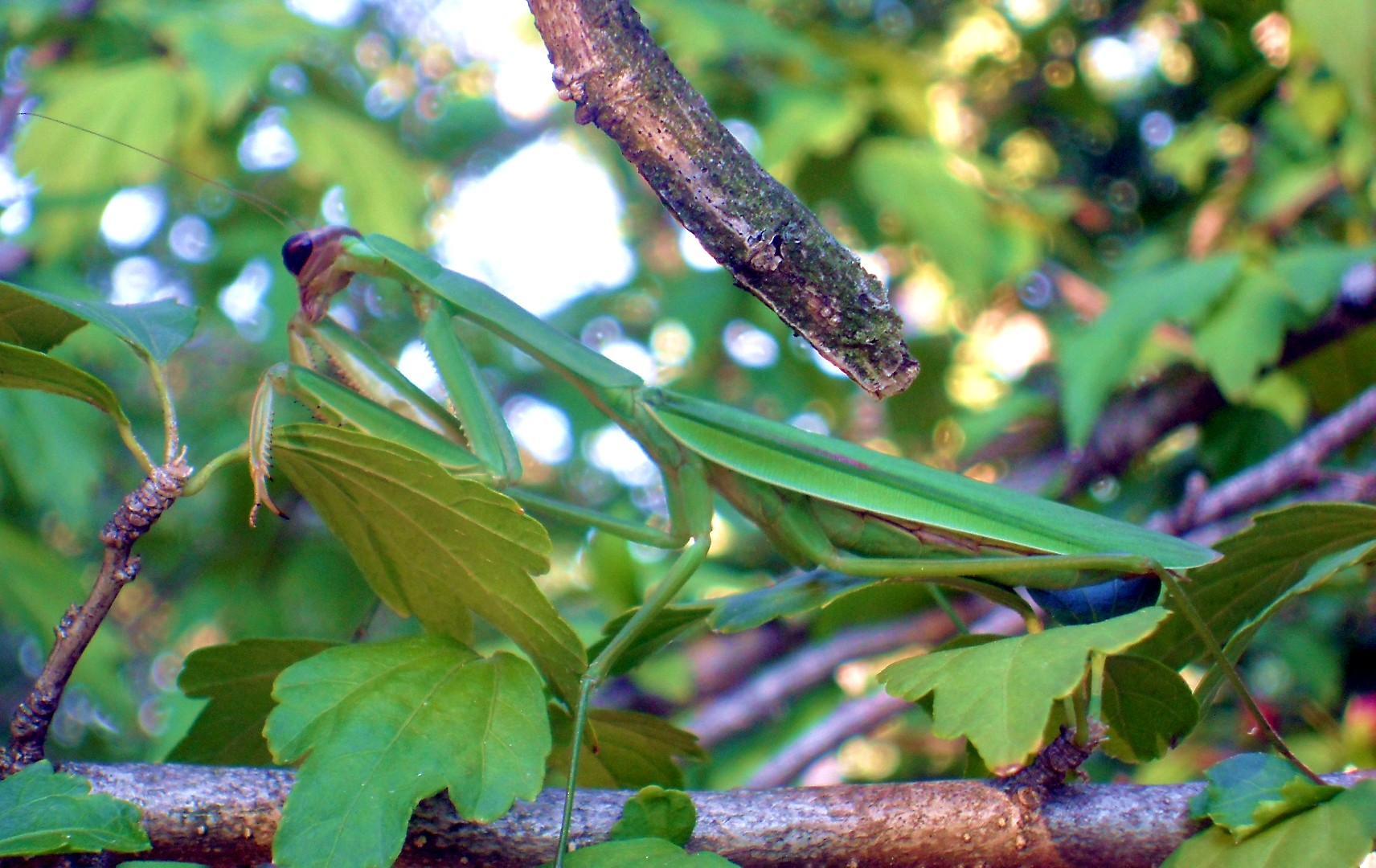
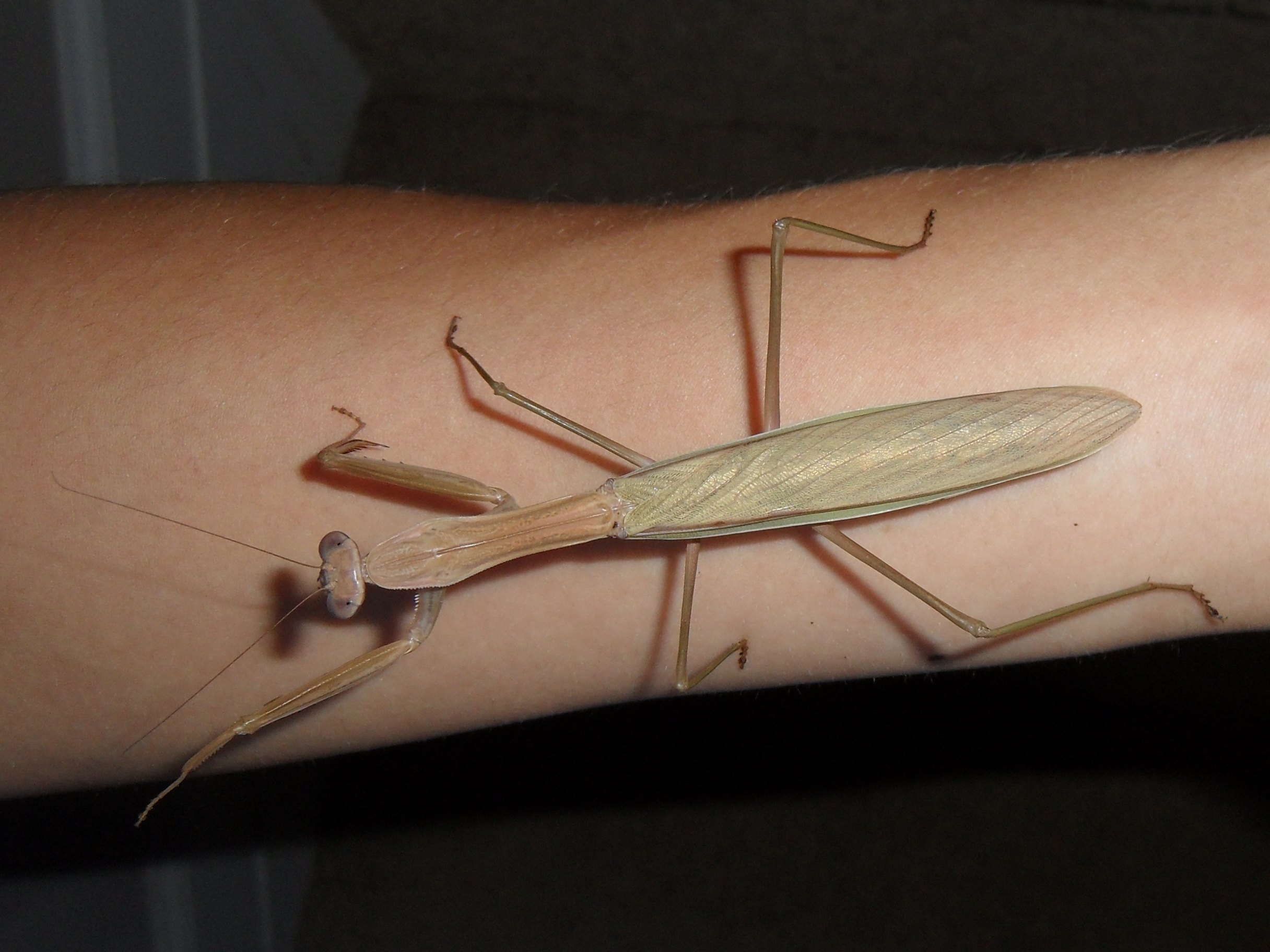
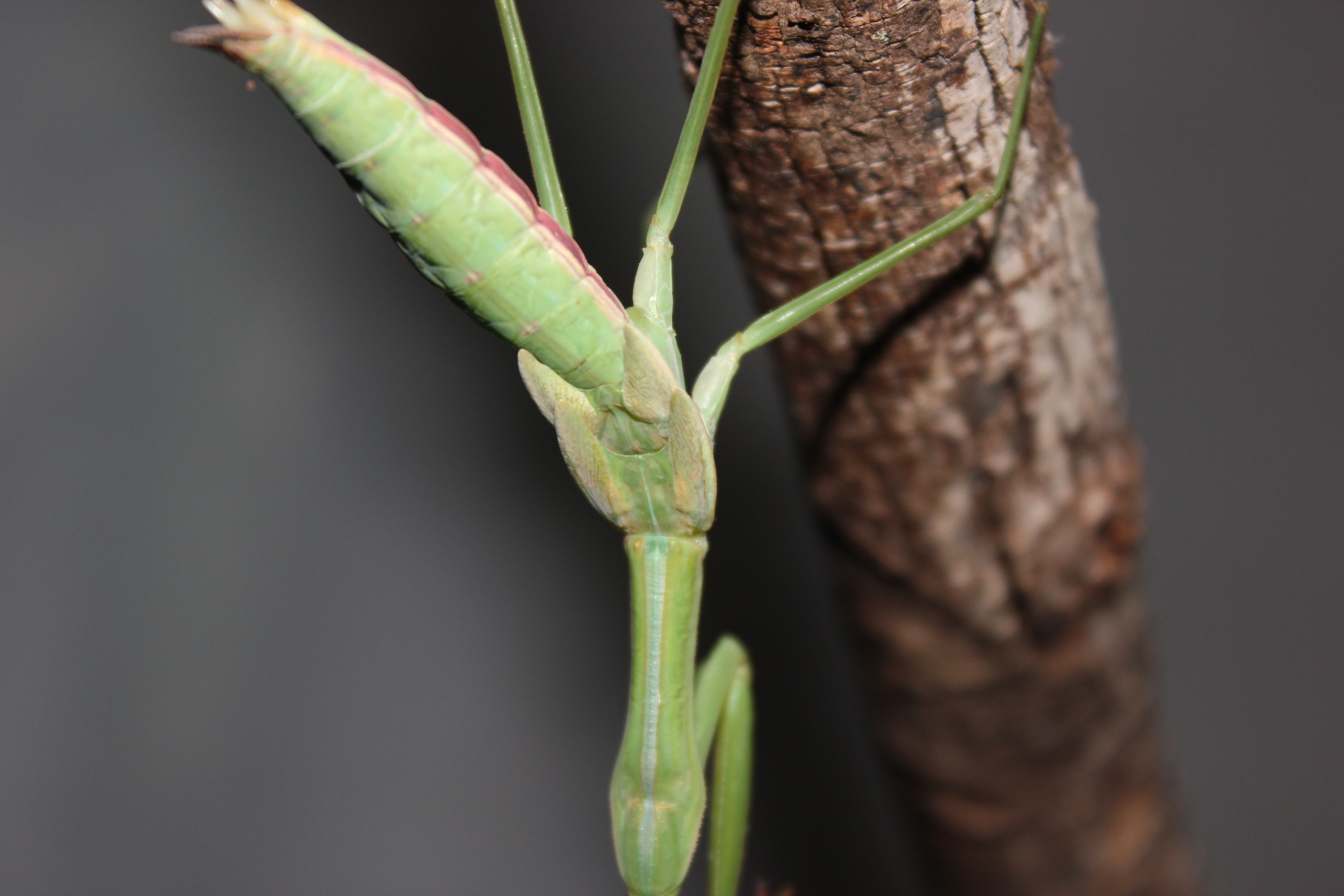
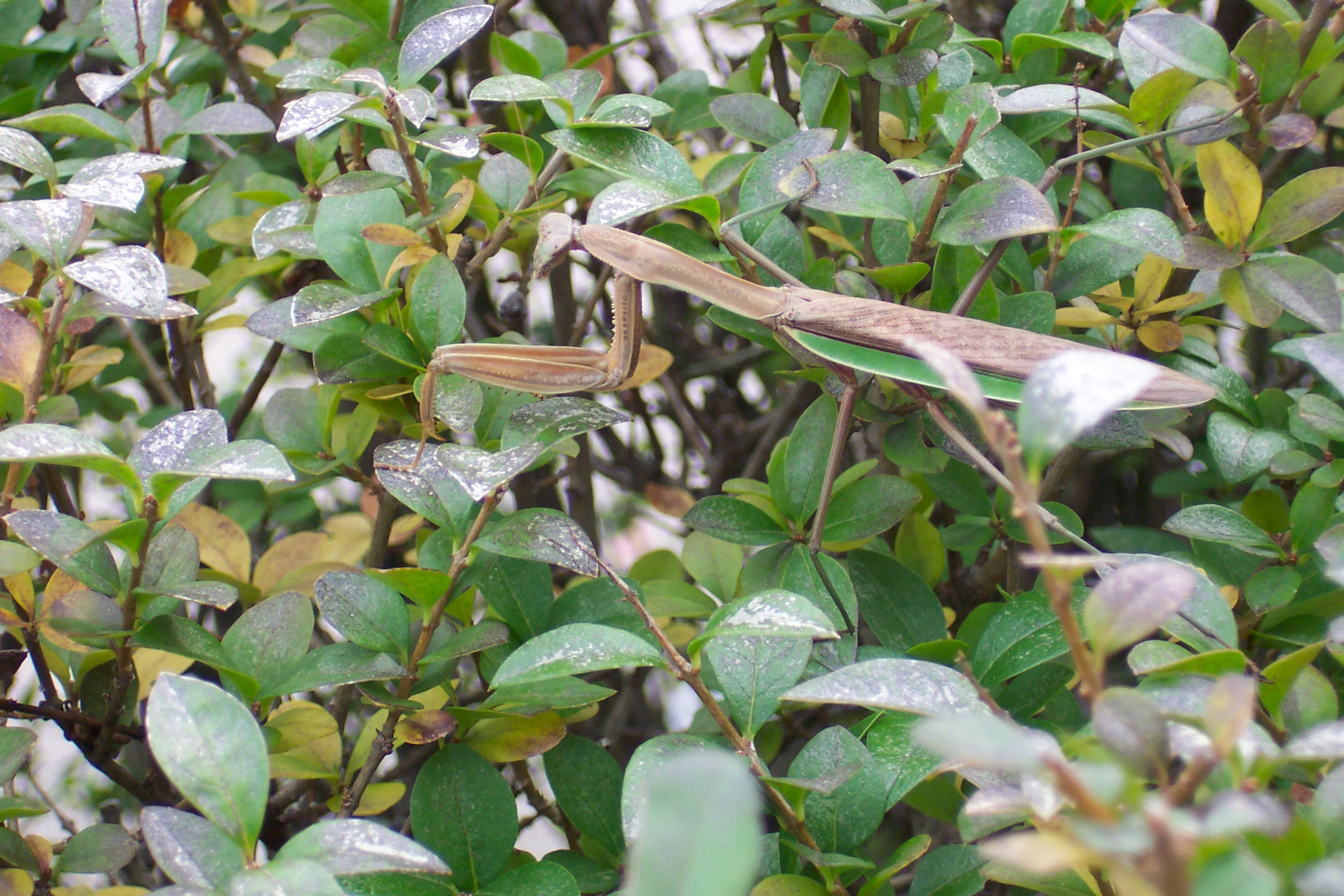
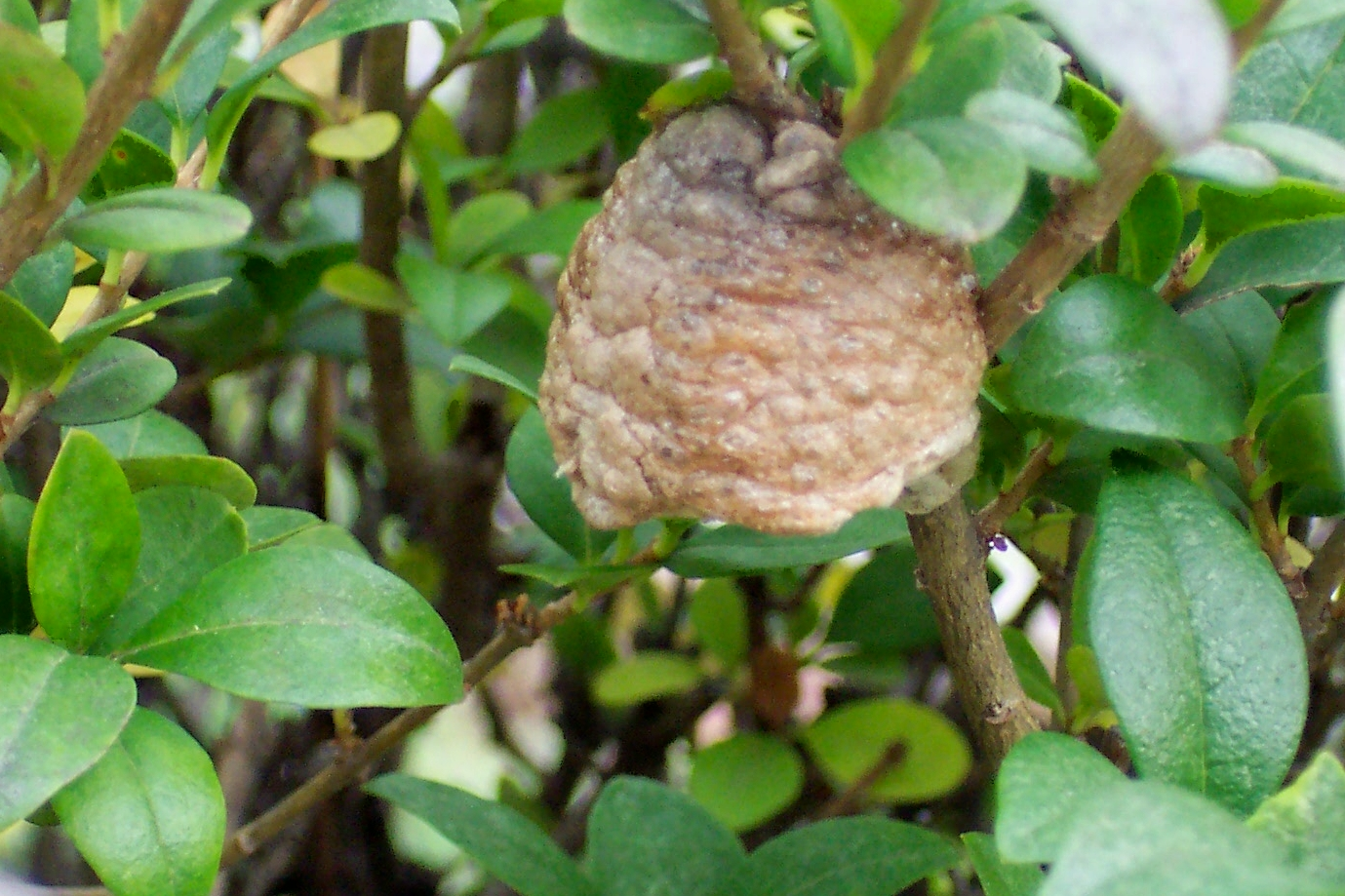
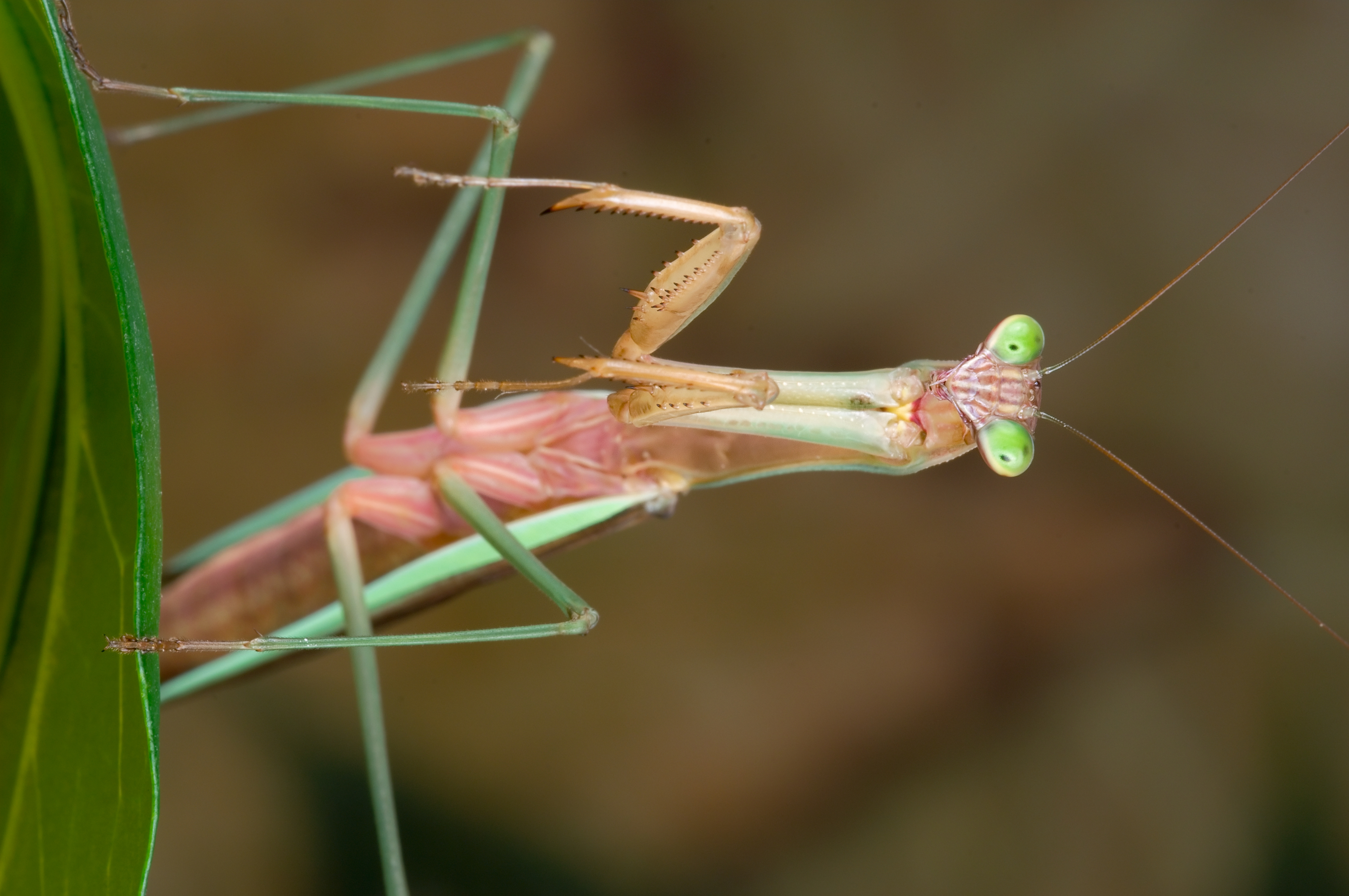
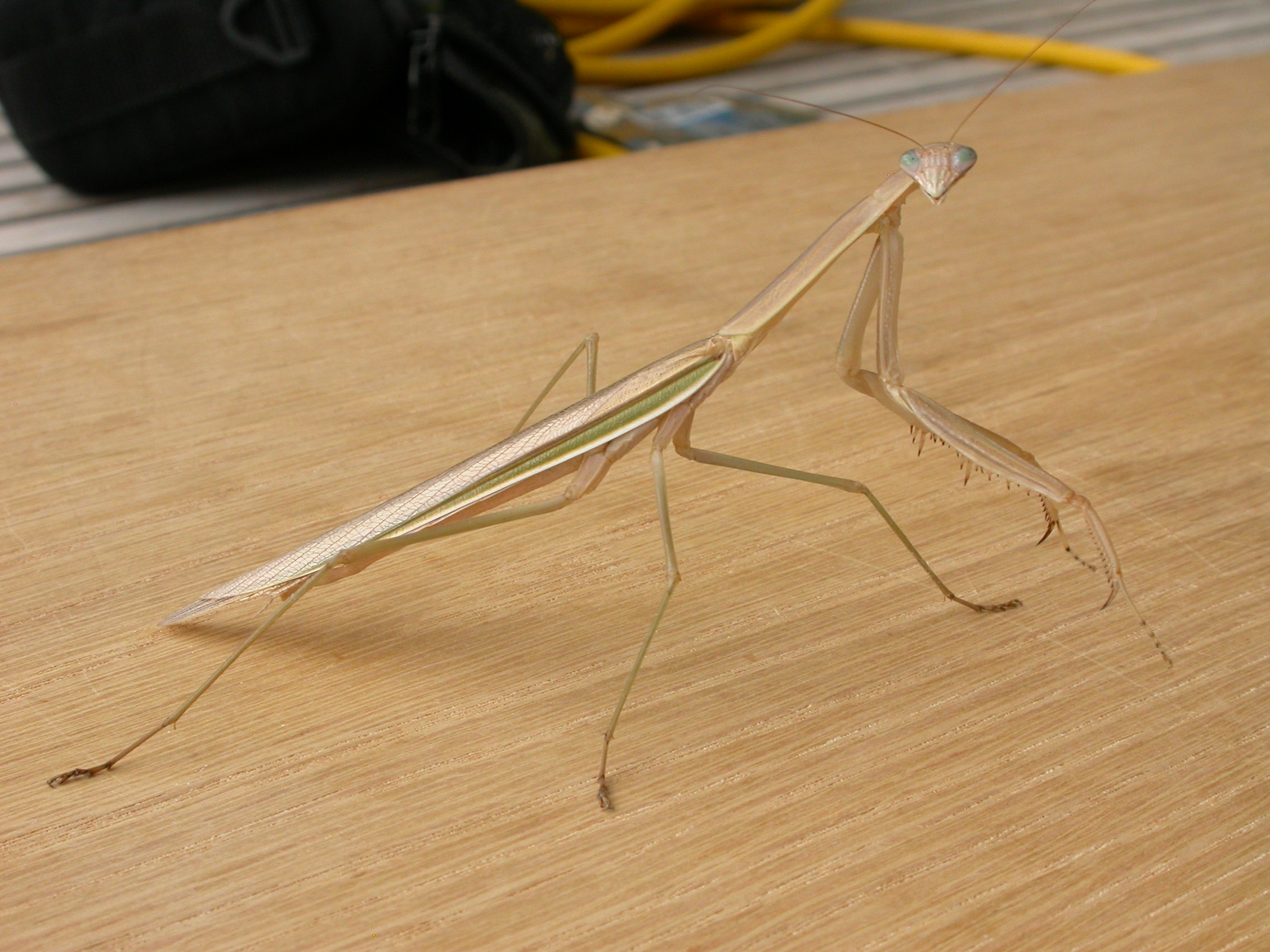
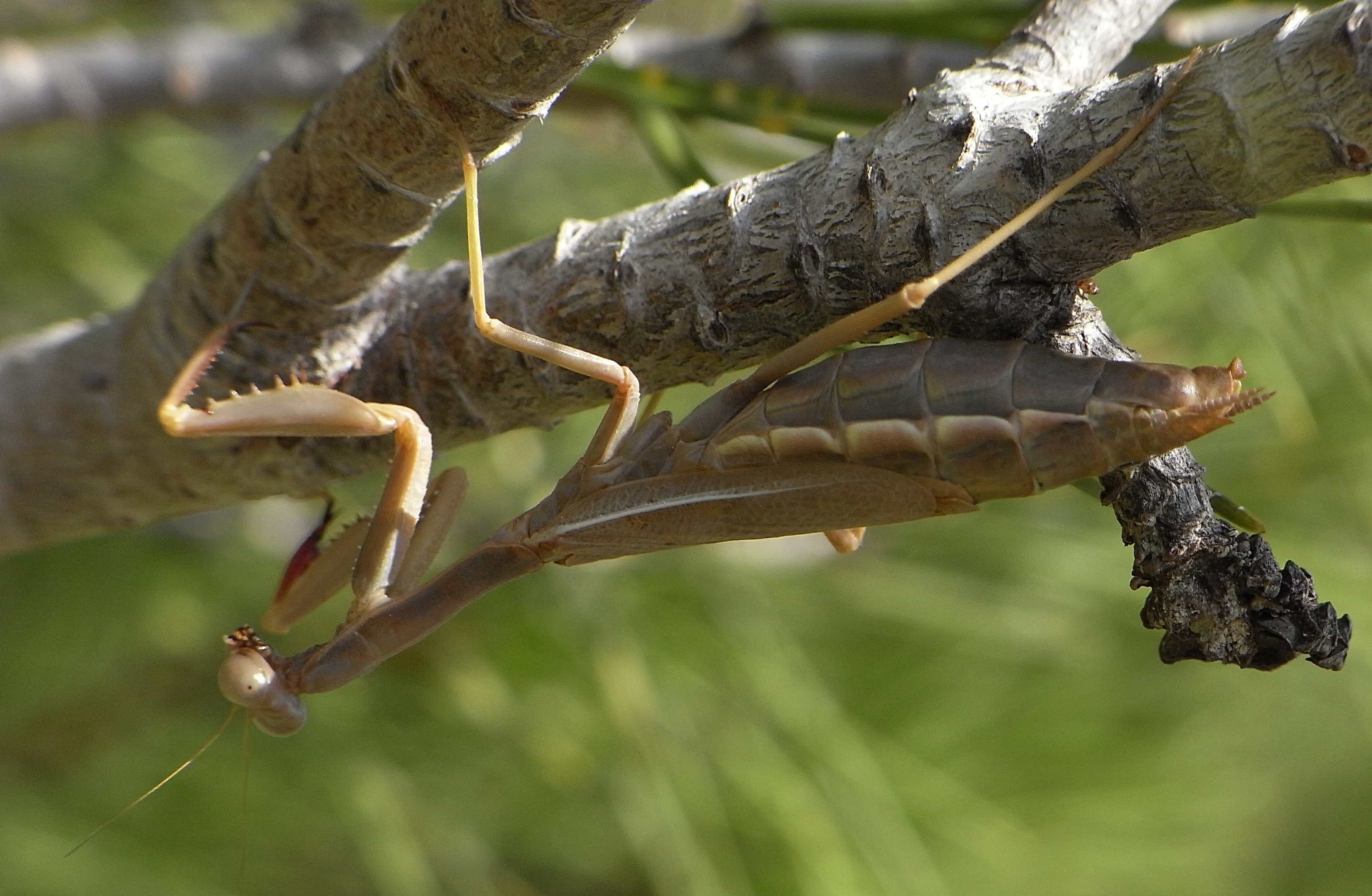
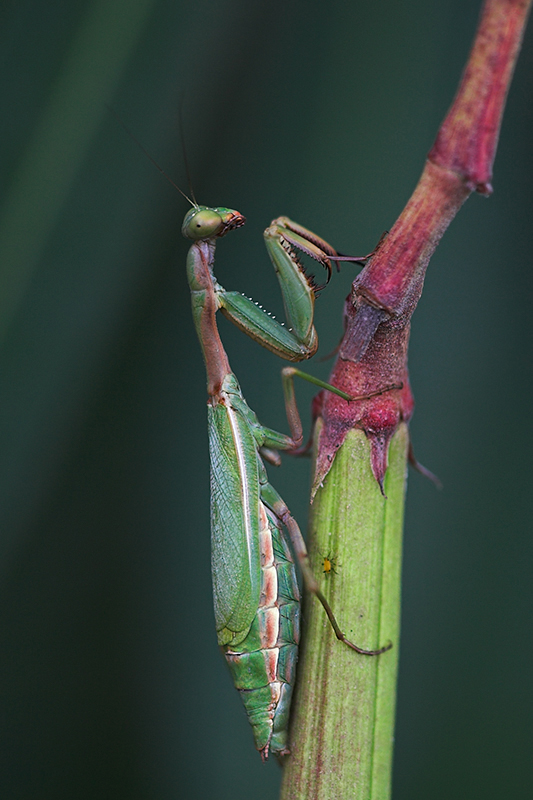
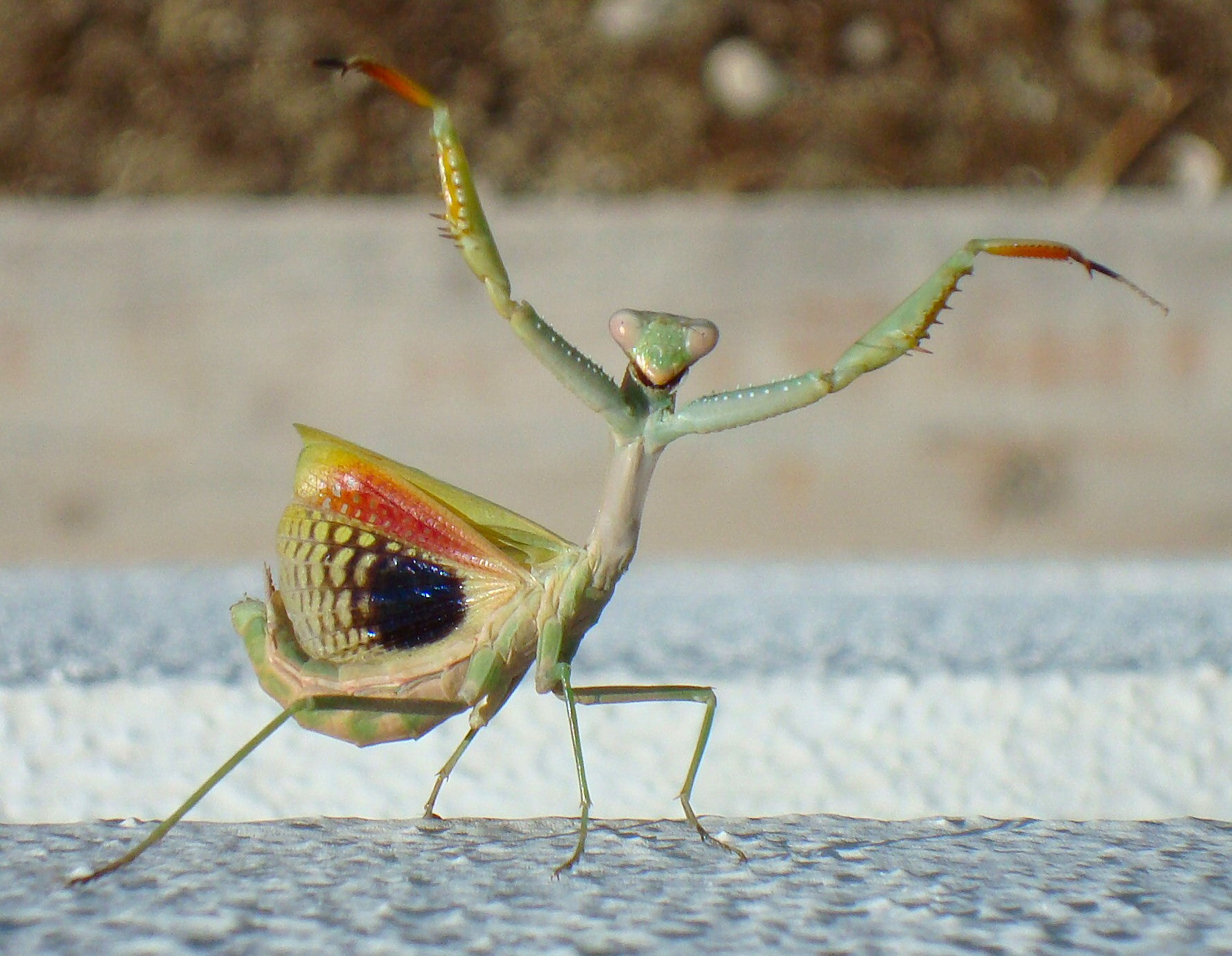
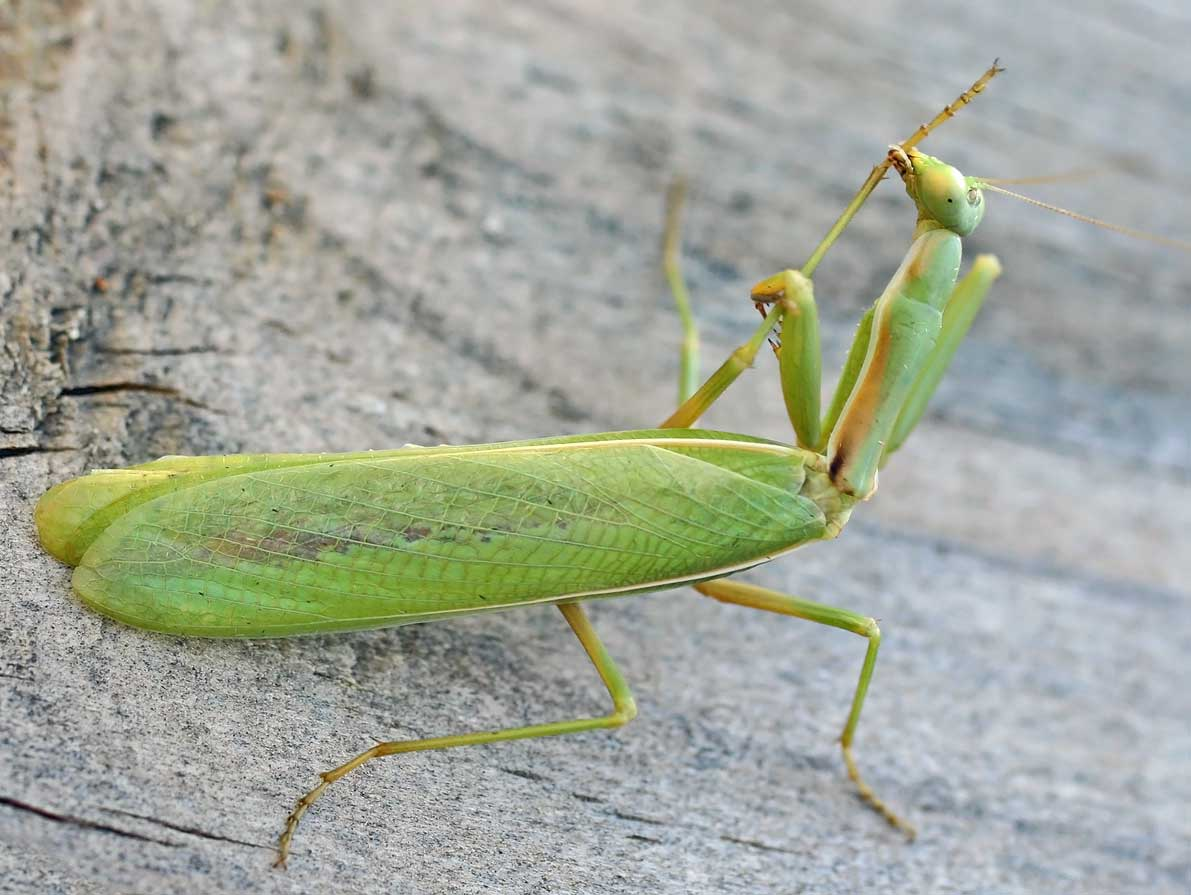
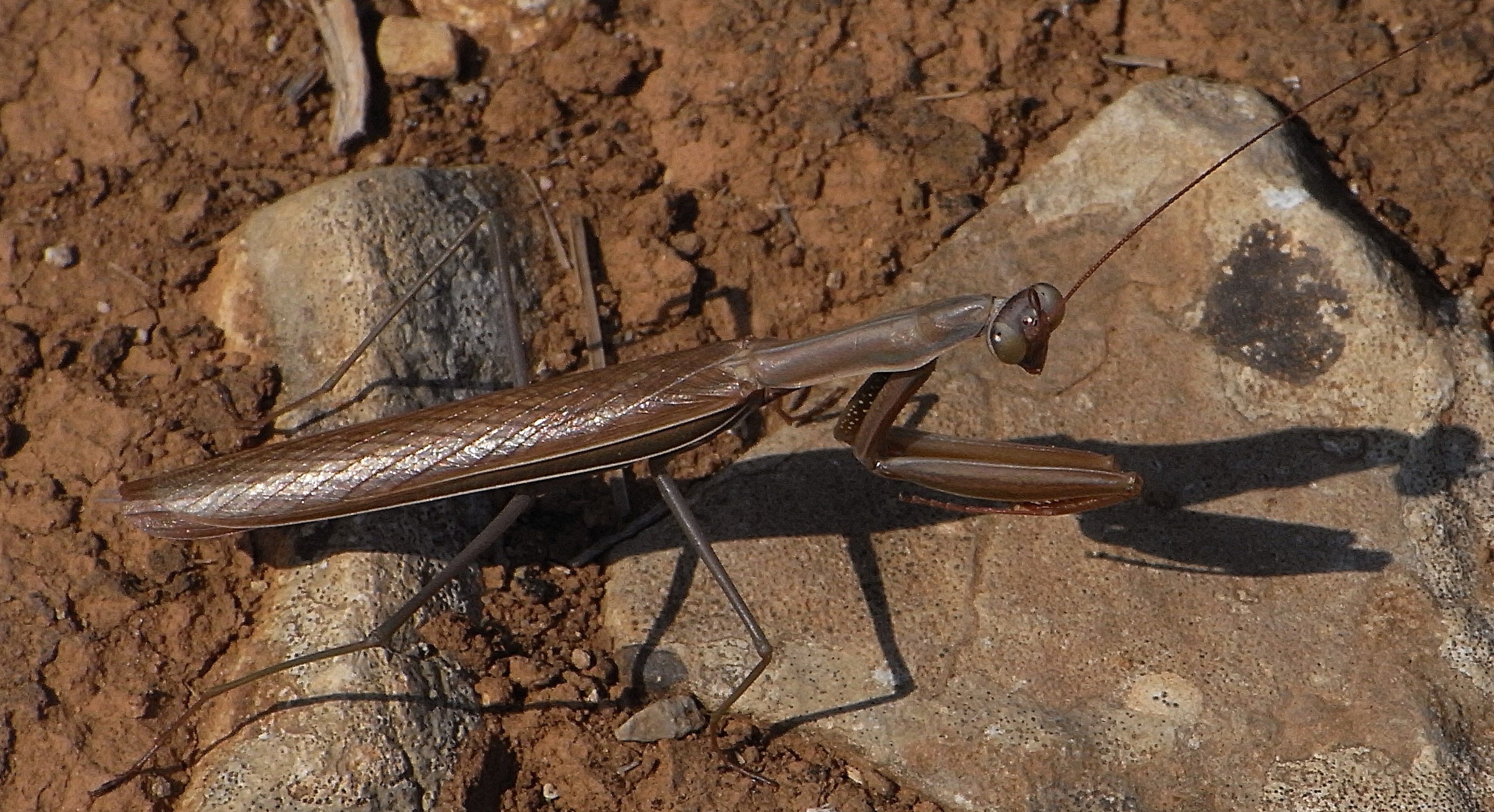
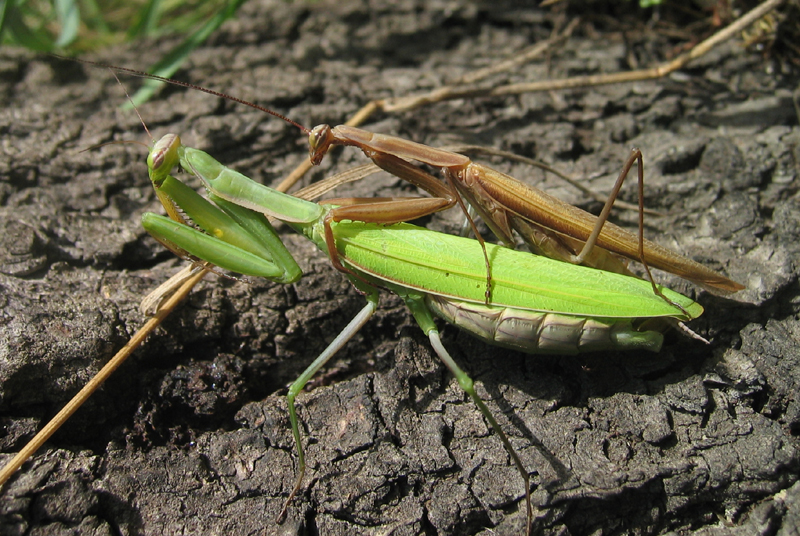
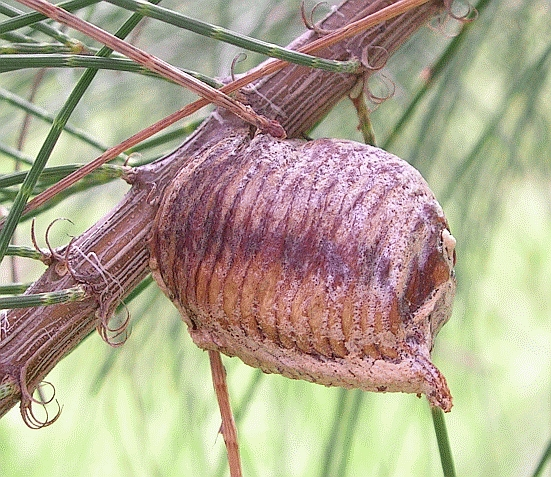